# Мелло, Крейг
Крейг Камерон Ме́лло (англ. Craig Cameron Mello; род. 18 октября 1960, Нью-Хейвен, Коннектикут) — американский учёный, молекулярный генетик. 
Лауреат Нобелевской премии по физиологии и медицине 2006 года, совместно с Эндрю Файером, «за открытие РНК-интерференции — эффекта гашения активности определенных генов». 
Член Национальной академии наук США (2005), доктор философии, работает в Гарвардском университете и Медицинской школе Массачусетского университета.
В 2016 году подписал письмо с призывом к Greenpeace, Организации Объединенных Наций и правительствам всего мира прекратить борьбу с генетически модифицированными организмами (ГМО).

## Награды
- 2003 — Премия Уайли (совместно с Эндрю Файером, Дэвидом Болкомбом и Thomas Tuschl)
- 2003 — Премия НАН США в области молекулярной биологии[англ.] (совместно с Эндрю Файером)
- 2004 — Warren Triennial Prize, Massachusetts General Hospital
- 2005 — Премия Мэссри (совместно с Эндрю Файером и Дэвидом Болкомбом)
- 2005 — Международная премия Гайрднера[5]
- 2005 — Премия Розенстила (совместно с Эндрю Файером, Виктором Эмбросом и Гэри Равканом)
- 2006 — Премия Пауля Эрлиха и Людвига Дармштедтера
- 2006 — Премия Пола Янссена за биомедицинское исследование[англ.][6]
- 2006 — Нобелевская премия по физиологии и медицине
- 2008 — Hope Funds Award of Excellence in Basic Research

Почётный доктор.